# Live at Madison Square Garden
Live at Madison Square Garden is een album van de Canadese zanger Shawn Mendes. Het album is op 23 december 2016 uitgebracht als muziekdownload. Het album is de opvolger van Illuminate.